# Donavan Grondin
Pour les articles homonymes, voir Grondin.
Donavan Grondin, né le 26 septembre 2000 à Saint-Pierre, est un coureur cycliste français, membre de l'équipe Arkéa-B&B Hotels. Il participe à des compétitions sur route et sur piste. Il est notamment champion du monde du scratch en 2021, champion du monde de l'américaine et champion d'Europe d'omnium en 2022.

## Biographie

### Débuts cyclistes et carrière chez les amateurs
Originaire de La Réunion, Donavan Grondin arrive en métropole en 2015 au sein du pôle France de Bourges. L'année précédente, pour sa première année chez les cadets (15/16 ans), il décroche dans sa catégorie d'âge le titre champion de France de la course en ligne. En 2016, il obtient plusieurs victoires et est nommé Vélo d'or cadets. En 2017, il devient sur piste champion de France de l'américaine juniors (moins de 19 ans). En 2018, toujours chez les juniors, il décroche deux grands titres : champion de France sur route et champion du monde d'omnium et remporte le Vélo d'or juniors.
Lors de l'hiver 2018, il obtient une première sélection en Coupe du monde sur piste. Il décroche deux médailles d’argent (omnium et américaine avec Thomas Denis) lors des championnats d'Europe espoirs en 2019. Engagé aux championnats de France de cyclisme sur piste, il devient à 18 ans champion de France de poursuite par équipes (avec Florian Maître, Louis Pijourlet, Valentin Tabellion et Thomas Denis), de la course à l'américaine (avec Florian Maître) et de l'omnium. Il glane également une médaille de bronze lors du scratch derrière Corentin Ermenault et Morgan Kneisky. Avec Benjamin Thomas, il gagne la course à l'américaine lors de la manche de Glasgow de la Coupe du monde. Cette victoire lui permet d'être sélectionné à ses premiers mondiaux élites en 2020, où la paire française prend seulement la sixième place. Entre-temps, il a quitté le pôle France de Bourges pour rejoindre Vendée U.

### Carrière professionnelle
En 2020, il rejoint l'UCI ProTeam (deuxième division) Arkéa-Samsic. En juillet, il participe à un stage de plusieurs semaines en montagne avec l'équipe de France de cyclisme sur piste. Au mois d'août, il est sélectionné en équipe de France pour participer à l'épreuve de relais mixte des championnats d'Europe de cyclisme sur route organisés à Plouay dans le Morbihan. Il se classe quatrième de cette course qu'il dispute en compagnie de Julien Duval, Kévin Vauquelin, Audrey Cordon-Ragot, Maëlle Grossetête et Eugénie Duval. Il termine deuxième des Trois jours d'Aigle (avec Morgan Kneisky) en fin de saison.
En 2021, il gagne deux des trois courses à l'américaine du Belgian Open Track meeting au mois d'avril et les Six Jours de Fiorenzuola d'Arda début juillet. Il est sélectionné dans l'équipe de France de cyclisme sur piste pour les Jeux olympiques de Tokyo ; il y est médaillé de bronze de la course à l'américaine avec Benjamin Thomas. Le 21 octobre, il remporte une médaille d'or aux championnats du monde de cyclisme sur piste, dans l'épreuve du scratch. 
Le 15 octobre 2022, lors des championnats du monde sur piste à Saint-Quentin-en-Yvelines, il décroche avec Benjamin Thomas, la médaille d'or dans l'épreuve de l'américaine.
En 2023, il est sélectionné pour participer aux championnats du monde de cyclisme sur piste au cours de l'été. Il se classe cinquième du scratch.

## Palmarès sur piste

### Jeux olympiques
- Tokyo 2020
  -  Médaille de bronze de la course à l'américaine (avec Benjamin Thomas)

### Championnats du monde
| Édition / Épreuve              | Poursuite par équipes | Américaine                | Scratch | Omnium | Élimination |
| Aigle 2018 (juniors)           | Argent                |                           |         | Or     |             |
| Berlin 2020                    |                       | 6e                        |         |        |             |
| Roubaix 2021                   |                       |                           | Or      | 7e     | 4e          |
| Saint-Quentin-en-Yvelines 2022 |                       | Or (avec Benjamin Thomas) | 5e      |        |             |
| Glasgow 2023                   |                       |                           | 5e      |        |             |

### Coupe du monde
- 2019-2020
  - 1er de l'américaine à Glasgow (avec Benjamin Thomas)
  - 3e de l'américaine à Milton

### Coupe des nations
- 2023
  - 1er de l'omnium à Milton
  - 3e de la poursuite par équipes à Milton

### Championnats d'Europe
| Édition / Épreuve   | Course aux points | Américaine                    | Scratch | Omnium | Élimination |
| Gand 2019 (espoirs) |                   | Argent                        |         | Argent |             |
| Munich 2022         |                   | Argent (avec Thomas Boudat)   | 8e      | Or     |             |
| Granges 2023        | Bronze            | Bronze (avec Benjamin Thomas) | Bronze  |        |             |
| Apeldoorn 2024      |                   | Argent (avec Thomas Boudat)   |         |        |             |

### Championnats de France
- 2016
  -  Champion de France de poursuite cadets
  - 2e de l'américaine cadets
- 2017
  -  Champion de France de l'américaine juniors (avec Florian Hoarau)
  - 2e de la course à l'élimination juniors
  - 3e de la poursuite par équipes juniors
- 2019
  -  Champion de France de poursuite par équipes (avec Florian Maître, Louis Pijourlet, Valentin Tabellion et Thomas Denis)
  -  Champion de France de l'américaine (avec Florian Maître)
  -  Champion de France de l'omnium
  - 3e du scratch
- 2023
  - 2e de l'américaine
  - 3e de la course aux points
  - 3e de l'omnium
- 2024
  - 2e de l'américaine

### Six jours
- 2021
  - Six Jours de Fiorenzuola d'Arda (avec Benjamin Thomas)

### Autres compétitions
- 2019
  - 1er de l'omnium à Fiorenzuola d'Arda
  - 1er de l'américaine à Fiorenzuola d'Arda (avec Benjamin Thomas)
  - 1er des Trois jours d'Aigle (avec Benjamin Thomas)
- 2020
  - 2e des Trois jours d'Aigle (avec Morgan Kneisky)
- 2021
  - 1er de l'américaine U23 à Gand (avec Kévin Vauquelin)
  - 1er de l'américaine à Gand (avec Benjamin Thomas)
- 2022
  - 1er des Trois jours d'Aigle (avec Benjamin Thomas)
  - 1er de l'américaine à Aigle (avec Benjamin Thomas)
  - 1er de l'omnium à Aigle
  - 1er du scratch U23 à Aigle
- 2023
  - 1er de l'américaine à Gand (avec Benjamin Thomas)
  - 1er du scratch à Gand
  - 1er de l'omnium à Gand

## Palmarès sur route
- 2015
  -  Champion de France sur route cadets
  - Chrono des Nations cadets
- 2016
  - Chrono des Nations cadets
- 2017
  - Route d'Éole :
    - Classement général
    - 2e étape (contre-la-montre)

  - 2e du Grand Prix Fernand-Durel
- 2018
  -  Champion de France sur route juniors
  - Boucles de Seine-et-Marne :
    - Classement général
    - 1re étape (contre-la-montre)

  - Deux étapes de l'Étoile de l'océan Indien
  - 2e des Boucles Cyclistes du Sud Avesnois
  - 2e du Chrono des Nations juniors
  - 3e de la Route d'Éole
  - 3e du championnat de France du contre-la-montre juniors
  - 3e du Chrono de Touraine-Tauxigny

## Résultats sur les grands tours

### Tour d'Italie
1 participation
- 2024 : 119e

## Classements mondiaux
| Année                                 | 2019  | 2020  | 2021  | 2022 | 2023 | 2024  |
| ------------------------------------- | ----- | ----- | ----- | ---- | ---- | ----- |
| Classement mondial                    | 3036e | 1037e | 1740e | 631e | 894e | 1410e |
| UCI Europe Tour                       | 1870e | 806e  | 1198e | 489e | nc   | nc    |
|                                       |       |       |       |      |      |       |
| Légende : nc = non classéSource : UCI |       |       |       |      |      |       |

## Distinctions
- Vélo d'or cadets : 2016
- Vélo d'or juniors : 2018

## Décorations
- Chevalier de l'ordre national du Mérite le 8 septembre 2021[16]